# جننتک
جنن‌تِک (انگلیسی: Genentech) یک ابرشرکت زیست‌فناوری است که در سال ۲۰۰۹ میلادی، از شرکت‌های تابعه هوفمان-لا روش شد و بخش پژوهش و تولید آن به‌عنوان یک مرکز مستقل در درون هوفمان-لا روش فعالیت دارد.
تعداد کارکنان این شرکت تا فوریهٔ ۲۰۱۹ میلادی، ۱۳٬۶۹۷ نفر بوده‌است.
دفتر اصلی این شرکت در سوت سان‌فرانسیسکو و کارخانه‌های ساخت آن در واکاویل، اوشن ساید و هیلزبورو واقع است.